# ويفرلي (نيويورك)
ويفرلي (بالإنجليزية: Waverly village, New York)‏ هي قرية تقع بولاية نيويورك في الولايات المتحدة. تبلغ مساحتها 5.99 كم2، وترتفع عن سطح البحر 248 م، بلغ عدد سكانها 4,444 نسمة في عام 2010 حسب إحصاء مكتب تعداد الولايات المتحدة وتصل الكثافة السكانية فيها 741.9 نسمة لكل كيلومتر مربع (1,921.5/ميل2).

## التركيبة السكانية
حدّد مكتب تعداد الولايات المتحدة بيانات التركيبة السكانية لويفرلي في تعداد الولايات المتحدة. في ما يلي، التركيبة السكانية حسب تعدادي 2000 و2010.

### تعداد عام 2000
بلغ عدد سكان ويفرلي 4,607 نسمة بحسب تعداد عام 2000، وبلغ عدد الأسر 1,877 أسرة وعدد العائلات 1,129 عائلة مقيمة في القرية. في حين سجلت الكثافة السكانية 769.1 نسمة لكل كيلومتر مربع (1,992.0/ميل2). وبلغ عدد الوحدات السكنية 2,052 وحدة بمتوسط كثافة قدره 342.6 لكل كيلومتر مربع (887.3/ميل2).
وتوزع التركيب العرقي للقرية بنسبة 97.63% من البيض و0.63% من الأمريكيين الأفارقة و0.24% من الأمريكيين الأصليين و0.50% من الأمريكيين ذوي الأصول الآسيوية و0.30% من الأعراق الأخرى و0.69% من عرقين مختلطين أو أكثر و1.24% من الهسبانيون أو اللاتينيون من أي عرق.
بلغ عدد الأسر 1,877 أسرة كانت نسبة 33.5% منها لديها أطفال تحت سن الثامنة عشر تعيش معهم، وبلغت نسبة الأزواج القاطنين مع بعضهم البعض 43% من أصل المجموع الكلي للأسر، ونسبة 13.3% من الأسر كان لديها معيلات من الإناث دون وجود شريك، بينما كانت نسبة 3.9% من الأسر لديها معيلون من الذكور دون وجود شريكة وكانت نسبة 39.9% من غير العائلات. تألفت نسبة 33.7% من أصل جميع الأسر من عدة أفراد يعيشون في نفس المنزل ونسبة 16.3% كانت تتألف من شخص يعيش بمفرده يبلغ من العمر 65 عاماً أو أكثر. وبلغ متوسط حجم الأسرة المعيشية 2.32، أما متوسط حجم العائلات فبلغ 2.98.
بلغ العمر الوسطي للسكان 38.9 عاماً. وكانت نسبة 24% من القاطنين تحت سن الثامنة عشر، وكانت نسبة 8% بين الثامنة عشر والرابعة والعشرين عاماً، ونسبة 27% كانت واقعةً في الفئة العمرية ما بين الخامسة والعشرين والرابعة والأربعين عاماً، ونسبة 19.7% كانت ما بين الخامسة والأربعين والرابعة والستين، ونسبة 15.8% كانت ضمن فئة الخامسة والستين عاماً فما فوق. يوجد لكل 100 أنثى 86.9 ذكر، ويوجد لكل 100 أنثى في الثامنة عشر من عمرها فما فوق 82.0 ذكر.
بلغ متوسط دخل الأسرة في القرية 28,958 دولارًا، أما متوسط دخل العائلة فبلغ 39,522 دولارًا. وكان متوسط دخل الذكور 31,544 دولارًا مقابل 24,492 دولارًا للإناث. وسجل دخل الفرد الخاص بالقرية 14,945 دولارًا. وكانت نسبة 9.5% من العائلات ونسبة 13.3% من السكان تحت خط الفقر، وكان من هؤلاء نسبة 18.3% تحت سن الثامنة عشر ونسبة 5.6% في الخامسة والستين من العمر وما فوق.

### تعداد عام 2010
بلغ عدد سكان ويفرلي 4,444 نسمة بحسب تعداد عام 2010، وبلغ عدد الأسر 1,872 أسرة وعدد العائلات 1,037 عائلة مقيمة في القرية. في حين سجلت الكثافة السكانية 741.9 نسمة لكل كيلومتر مربع (1,921.5/ميل2). وبلغ عدد الوحدات السكنية 2,042 وحدة بمتوسط كثافة قدره 340.9 لكل كيلومتر مربع (882.9/ميل2).
وتوزع التركيب العرقي للقرية بنسبة 97.03% من البيض و0.79% من الأمريكيين الأفارقة و0.32% من الأمريكيين الأصليين و0.38% من الأمريكيين ذوي الأصول الآسيوية و0.07% من الأعراق الأخرى و1.42% من عرقين مختلطين أو أكثر و1.24% من الهسبانيون أو اللاتينيون من أي عرق.
بلغ عدد الأسر 1,872 أسرة كانت نسبة 30.7% منها لديها أطفال تحت سن الثامنة عشر تعيش معهم، وبلغت نسبة الأزواج القاطنين مع بعضهم البعض 36.6% من أصل المجموع الكلي للأسر، ونسبة 13.6% من الأسر كان لديها معيلات من الإناث دون وجود شريك، بينما كانت نسبة 5.2% من الأسر لديها معيلون من الذكور دون وجود شريكة وكانت نسبة 44.6% من غير العائلات. تألفت نسبة 37.8% من أصل جميع الأسر من عدة أفراد يعيشون في نفس المنزل ونسبة 15.8% كانت تتألف من شخص يعيش بمفرده يبلغ من العمر 65 عاماً أو أكثر. وبلغ متوسط حجم الأسرة المعيشية 2.27، أما متوسط حجم العائلات فبلغ 3.01.
بلغ العمر الوسطي للسكان 39.7 عاماً. وكانت نسبة 24% من القاطنين تحت سن الثامنة عشر، وكانت نسبة 7.7% بين الثامنة عشر والرابعة والعشرين عاماً، ونسبة 24.9% كانت واقعةً في الفئة العمرية ما بين الخامسة والعشرين والرابعة والأربعين عاماً، ونسبة 25.6% كانت ما بين الخامسة والأربعين والرابعة والستين، ونسبة 17.9% كانت ضمن فئة الخامسة والستين عاماً فما فوق. وتوزع التركيب الجنسي للسكان بنسبة 46.2% ذكور و53.8% إناث.

## وصلات خارجية
- الموقع الرسمي